# Claus Vaske
Claus Vaske (* 11. Dezember 1965 in Ankum) ist ein deutscher Comedy-Autor, Texter und Schriftsteller.

## Leben
Claus Vaske wuchs im niedersächsischen Ankum auf. Nach dem Abitur am Gymnasium Bersenbrück studierte er an der Georg-August-Universität Göttingen Mittlere und Neuere Geschichte, Publizistik- und Kommunikationswissenschaft und Politikwissenschaft. Seine Magisterarbeit schrieb er zur westdeutschen Deutschlandpolitik der 1950er Jahre. Während des Studiums besuchte er erste Seminare zum Drehbuchschreiben. 1991 hospitierte er als Literaturstipendiat der Hamburger Kulturbehörde ein halbes Jahr im NDR-Fernsehspiel.
Seit 1995 arbeitet Vaske als Comedy- und Gag-Autor fürs Fernsehen, zunächst fest im Team der Harald Schmidt Show. Es folgten Drehbücher für verschiedene Fernsehserien und Sitcoms. Als Headwriter betreute und schrieb er die Werbespots für die Expo 2000 in Hannover mit Verona Feldbusch und Sir Peter Ustinov, die unter anderem von Wim Wenders inszeniert wurden. Seither ist er auch als Werbetexter und Ghostwriter tätig.
2015 wurde die CES Las Vegas mit dem Comedy-Clip Robots eröffnet, zu dem Vaske das Script verfasst hatte. Robots wurde im Mai 2016 mit dem Golden Award of Montreux ausgezeichnet.
Sein Debütroman Nicht totzukriegen war im Juli 2011 höchster Neueinsteiger in der Taschenbuch-Bestsellerliste des Spiegel. Er wurde ebenso wie der Nachfolger Die Monroe in mir als Taschenbuch im S. Fischer Verlag veröffentlicht, sein dritter Roman Gustaf. Alter Schwede ist im Februar 2017 bei HarperCollins erschienen. Das Hörbuch spricht Hella von Sinnen.
2022 ist von ihm der Comedy-Adventskalender Plötzlich Advent als Buch erschienen. Die vierundzwanzig Episoden wurden vom italienischen Grafiker Giorgio Rizzo illustriert.
Claus Vaske lebt seit 1996 in Bonn.

## Fernsehsendungen (Auswahl)
- RTL Nachtshow
- Die Harald Schmidt Show
- Mobbing Girls
- Das Amt
- Broti & Pacek – Irgendwas ist immer
- 7 Tage, 7 Köpfe
- Deutschland, Deine Namen
- Eckelsteins – die RTL Formel 1 Comedy
- D11B – Die Deutsche Elf Backstage (Webisode)
- Fit for Fun TV
- Kalkofes Mattscheibe
- Kalkofes Mattscheibe – rekalked
- Nachgetreten – die ZDF Fußball-Comedy
- TV Total

## Werke
- Nicht totzukriegen (Roman). Fischer-Taschenbuch-Verlag, Frankfurt/M. 2011, ISBN 978-3596189809.
- Die Monroe in mir (Roman). Fischer Verlag, Frankfurt/M. 2014. ISBN 978-3596189281.
- Gustaf. Alter Schwede (Roman). HarperCollins, Hamburg 2017, ISBN 978-3959670593.
- Plötzlich Advent (Kurzgeschichten). Ein Comedy-Adventskalender, illustriert von Giorgio Rizzo. Oakmond Publishing, Günzburg 2022, ISBN 978-3962073053.